# Zuppa di birra
La zuppa di birra (biersuppe in lingua tedesca) è un piatto tradizionale tedesco anche diffuso nelle aree francesi dell'Alsazia e la Mosella, in Polonia e nel Wisconsin (Stati Uniti d'America). Esistono molte varianti del piatto che possono contenere formaggio, uova, brodo di pollo, mele e pancetta.

## Storia
Esistono diverse menzioni della zuppa alla birra in scritti tedeschi risalenti al sedicesimo secolo, fra cui una tragedia di Hans Sachs (1578) e il Neuw Kreuterbuch (1588) di Jacobus Theodorus, che parla di "semplici zuppe di birra per le persone sane e la servitù" e altre "molto buone con tuorlo sbattuto, zucchero, zimmat e zafferano" destinate invece ai malati. Inoltre, in Germania, le zuppe di birra venivano servite durante alcune cerimonie religiose fra cui i funerali o i battesimi.
Nel Cuisinier moderne (1742) di Vincent La Chapelle sono presenti tre diverse ricette di zuppa alla birra una delle quali, che prende il nome di pompernicle, è a base di pane grattugiato fritto nel burro che, dopo essere stato versato nella birra, viene insaporito con spezie, vino del Reno, limetta e legata con uova e birra bianca. Diversi scritti, fra cui l'opera di La Chapelle, confermano che questa zuppa era un piatto consumato tanto dalle classi più abbienti quanto da quelle più umili.
In uno scritto di medicina del 1817, viene consigliato di ingerire della zuppa di birra a chi soffre di crisi emorroidarie.
Stando a quanto riporta Wolfgang Schivelbusch nel suo Storia dei generi voluttuari (1980), la biersuppe era un alimento per la colazione diffuso nelle aree rurali dei Paesi di lingua tedesca e veniva preparata usando birra a basso tenore alcolico fino al XIX secolo, quando si iniziò a consumare pane imbevuto nel caffè.
Oltre ad aver preso piede in Europa, la zuppa di birra divenne nota anche nel Wisconsin grazie agli immigrati di lingua tedesca. Oggi la zuppa con la birra è considerata un comfort food negli USA.